# Изотонический коэффициент
Изотонический коэффициент (также фактор Вант-Гоффа; обозначается i) — безразмерный параметр, характеризующий поведение вещества в растворе. Он численно равен отношению значения некоторого коллигативного свойства раствора данного вещества к значению того же коллигативного свойства неэлектролита той же концентрации при неизменных прочих параметрах системы:
{\displaystyle i={\frac {\pi _{solut.}}{\pi _{nel.~solut.}}}={\frac {\Delta T_{bp~solut.}}{\Delta T_{bp~nel.~solut.}}}={\frac {\Delta T_{mp~solut.}}{\Delta T_{mp~nel.~solut.}}}={\frac {\Delta p_{solut.}}{\Delta p_{nel.~solut.}}}}, где
solut. — данный раствор
nel. solut. — раствор неэлектролита той же концентрации
Tbp — температура кипения
Tmp — температура плавления (замерзания).

## Значение понятия
Смысл параметра ясен из определения каждого из коллигативных параметров: они зависят от концентрации в растворе частиц растворённого вещества. Неэлектролиты в растворе не диссоциируют, значит, каждая молекула неэлектролита образует в растворе лишь одну частицу. В свою очередь, электролиты в растворе под влиянием сольватации частично или полностью распадаются на ионы, образуя при этом несколько частиц на одну диссоциировавшую молекулу. Соответственно, и коллигативные свойства данного раствора (аддитивные величины) зависят от содержания в нём частиц (ионов) каждого типа из тех, которым принадлежат частицы, образовавшиеся в растворе в результате диссоциации исходной молекулы, — раствор представляется как бы смесью растворов каждого из типов частиц.
Например, раствор хлорной извести содержит три типа частиц — катионы кальция, хлорид-анионы и гипохлорит-анионы.
Итак, изотонический коэффициент показывает, насколько в растворе электролита больше частиц по сравнению с раствором неэлектролита аналогичной концентрации, и связан со способностью вещества распадаться в растворе на ионы, то есть, со степенью диссоциации. Если формульная единица или молекула содержит n ионов (или атомов при полярных связях, в растворе превращающихся в ионы), количество исходных молекул равно N, а степень диссоциации соединения — α, то количество диссоциировавших молекул равно N·α (при этом образуются N·α·n ионов), а общее количество частиц в растворе равно ((N — N·α) + N·α·n).
Изотонический же коэффициент равен отношению:
{\displaystyle i={\frac {N-N\cdot \alpha +N\cdot \alpha \cdot n}{N}}={\frac {N(1-\alpha +\alpha \cdot n)}{N}}=1+\alpha (n-1)}.

## Изотонический коэффициент в растворах сильных электролитов
Поскольку сильные электролиты диссоциируют практически полностью, можно было бы ожидать для них изотонический коэффициент, равный количеству ионов (или поляризованных атомов) в формульной единице (молекуле). Однако в действительности этот коэффициент всегда меньше определённого по формуле. Например, изотонический коэффициент для 0,05-моляльного раствора NaCl равен 1,9 вместо 2,0 (для раствора сульфата магния той же концентрации и вовсе i = 1,3). Это объясняет теория сильных электролитов, разработанная в 1923 году П. Дебаем и Э. Хюккелем: передвижение ионов в растворе затруднено образовавшейся оболочкой сольватации. К тому же, ионы взаимодействуют и между собой: разноимённо заряженные притягиваются, а одноимённо заряженные — отталкиваются; силы взаимного притяжения приводят к образованию групп ионов, перемещающихся по раствору совместно. Такие группы называют ионными ассоциатами или ионными па́рами. Соответственно, раствор ведёт себя так, будто содержит меньше частиц, чем на самом деле, ведь свобода их перемещения ограничена. Наиболее очевиден пример, касающийся электропроводности растворов λ, которая возрастает с разбавлением раствора. Через отношение реальной электропроводности к таковой при бесконечном разбавлении определяют мнимую степень диссоциации сильных электролитов, также обозначаемую через α:
{\displaystyle \alpha ={\frac {\lambda }{\lambda _{\infty }}}={\frac {n_{img}}{n_{disslv.}}}},
где nimg — мнимое, а ndisslv. — реальное количество частиц в растворе.

## Влияние внешних факторов
Очевидно, что взаимодействие ионов уменьшается с повышением температуры (вследствие возросшего теплового движения частичек), а также с уменьшением их концентрации, то есть, разбавлением раствора, ведь тогда уменьшается вероятность встречи двух частичек. Экстраполируя разбавление в сторону бесконечности, коэффициент i стремится к своему максимальному значению, определяемому по формуле растворённого соединения. Степень диссоциации α, в соответствии с вышеупомянутой формулой зависимости между i и α, одновременно возрастает, приближаясь к единице (1).
Изотонический коэффициент был введён в последней четверти XIX века Я. Х. Вант-Гоффом. В 1901 году он первым получил Нобелевскую премию по химии — за свои заслуги в изучении растворов.